# Мария Михайловна
Мария Михайловна (9 март 1825—19 ноември 1846) е велика руска княгиня – внучка на император Павел I.

## Живот
Мария е родена на 9 март 1825 г. в Москва. Тя е най-голямото дете на великия княз Михаил Павлович – най-малкия син на император Павел I, и на великата княгиня Елена Павловна.
Като най-голяма дъщеря Мария получава високо образование под грижите на майка си. От баща си, който желаел да има син, когото да възпита във военното дело, Мария получава познания по различни военни дисциплини.
За разлика от сестрите си, Мария Михайловна се отличава с доста крехко здраве. Първи признаци на тежко заболяване великата княгиня получава на двадесет години. Остава неомъжена, въпреки че е била готвена за съпруга на принца на Баден. Умира във Виена на 19 ноември 1846 и е погребана в Петропавловския събор в Петербург. В нейна памет, както и в памет на сестра ѝ Елизавета, която умира през януари 1845 г., великата княгиня Елена Павловна открива в Петербург и Павловск приютите за деца Елизавета и Мария.